# Flipkart
FlipKart é uma empresa de comércio eletrônico fundada em 2007 por Sachin Bansal e Binny Bansal. A empresa está registrada em Singapura, mas tem a sua sede em Bangalore, Karnataka. Flipkart lançou a sua próprios produtos sob o nome DigiFlip com produtos, incluindo comprimidos, USBs, e sacos de laptop.
Em maio de 2014, Flipkart  recebeu $210,000,000 de DST Global, em Julho de 2014, levantou 1000000000$ liderado por investidores existentes Tiger globais e grupo de mídia da África do Sul, Naspers e em maio de 2015 levantadas $550.000.000 de alguns dos seus investidores existentes. Última rodada de captação de recursos do Flipkart maio 2015 tinha a sua valorização em US $15 bilhões.

## História

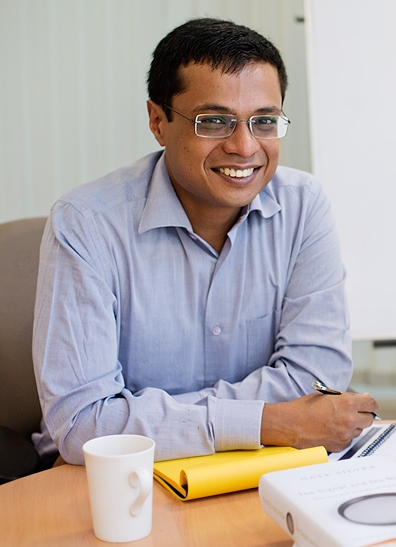
Sachin Bansal, co-fundador da Flipkart

Flipkart foi fundada em 2007 por Sachin Bansal e Binny Bansal, ambos ex-alunos do Instituto Indiano de Tecnologia Delhi. Eles trabalhavam para Amazon.com, e deixou para criar sua nova empresa constituída em outubro de 2007 como Flipkart Online Services Pvt. Ltd. O primeiro produto que vendeu foi o livro Leaving Microsoft para mudar o mundo para um cliente a partir de Hyderabad. Flipkart agora emprega mais de 33.000 pessoas. Flipkart permite que os métodos de pagamento, tais como dinheiro em operações de entrega, de crédito ou débito, líquido bancário, e-voucher de presente e cartão na entrega.
Depois do fracasso da sua 2,014 bilhões Big Sale, Flipkart completou recentemente a segunda edição do Big Billion.